# Bir Lahmar
Bir Lahmar (àrab: البئر الأحمر, al-Biʾr al-Aḥmar, ‘el Pou Vermell’) és una ciutat de Tunísia situada uns 5 km al nord de Tataouine, a la governació homònima. És capçalera d'una delegació de reduït territori, que té 9.390 habitants segons el cens del 2004, i gairebé tots viuen a la ciutat.

## Economia
La seva activitat econòmica és únicament agrícola i ramadera.

## Administració
Com a delegació o mutamadiyya, duu el codi geogràfic 53 54 (ISO 3166-2:TN-12) i està dividida en set sectors o imades:
- Bir Lahmar Est (53 54 51)
- Bir Lahmar Ouest (53 54 52)
- Sened (53 54 53)
- El Argoub (53 54 54)
- Grager (53 54 55)
- El Medina (53 54 56)
- El Bassatine (53 54 57)

Al mateix temps, forma una municipalitat o baladiyya (codi geogràfic 53 12).